# Хентай
Хентай (от романизацията hentai на японската дума, изписвана 変態 или へんたい) е японска дума, с която на Запад и Изток се обозначават порнографски комикси и анимационни филми, или по-точно порнографски аниме, манга и компютърни игри с изображения в подобен стил.
В Япония думите за порнография са други, а „хентай“ има силно отрицателна отсянка и обикновено се използва в смисъл на „перверзен“ или „перверзник“.

## История
Първия пример за хентай материал, който започва да представя емблематичния стил след публикуването на Cybele на Азума Хидео през 1979 г. Хентай се появява за първи път в анимацията във филма от 1932 г. Suzumi-bune на Хакусан Кимура, който е заловен от полицията, когато е наполовина завършен. Остатъците от филма са дарени на Националния филмов център в началото на 21 век. Филмът никога не е бил гледан от публиката.Въпреки това, пускането на аниме Lolita на Wonderkid през 1984 г. беше първият хентай, който получи общо издание.
Произход на еротичната манга
Сънят на жената на рибара през (1814), добре познат пример за японско еротично изкуство (шунга),Изображенията на секс и необичаен секс могат да бъдат проследени назад през вековете, предшестващи термина „хентай“. Шунга, японски термин за еротично изкуство, се смята, че съществува под някаква форма от периода Хейан. От 16-ти до 19-ти век произведенията на шунга са потискани от шогуните.